# Ardvasar
Ardvasar är en by på Sleat, i Sleat civil parish, på ön Isle of Skye, i Highland, Skottland. Byn är belägen 8 km från Tarskavaig. Orten hade 58 invånare år 1961. Det finns en färja till Mallaig.